# Награда Златни печат
Награда „Златни печат“ је највише признање Југословенске кинотеке. Уведена је 1995. и до сада су њени носиоци заслужни филмски радници, најчешће из иностранства.

## Добитници
Досадашњи добитници награде су:
1. Ђузепе де Сантис
2. Петар Бачо
3. Јиржи Менцл
4. Емир Кустурица
5. Лив Улман
6. Теодорос Ангелопулос
7. Никита Михалков
8. Јуриј Јакубиско
9. Данијел Олбрицки
10. Харви Кајтел
11. Волкер Шлендорф
12. Анреј Кончаловски
13. Томислав Пинтер
14. Јан Троел
15. Кен Русел
16. Шарл Азнавур
17. Маџид Маџиди
18. Ален Роб Грије
19. Ана Карина
20. Вим Вендерс
21. Лик Бесон
22. Боб Рафелсон
23. Виторио Стораро
24. Велимир Бата Живојиновић (2010)
25. Мира Бањац и Миша Радивојевић (2014)[1]
26. Ричард Драјфус (2015)[2]
27. Карлос Саура (2017)[3]
28. Оливера Катарина и Петар Божовић (2017)[4]
29. Мирјана Карановић и Богдан Диклић (2018)[5]
30. Рајко Грлић, Горан Марковић, Лордан Зафрановић, Срђан Карановић и Горан Паскаљевић (2019)[6]
31. Слободан Шијан, Милорад Јакшић Фанђо и Радослав Зеленовић (2021)[7]